# Avântul Buzău
Avântul Buzău a fost un club de fotbal  fondat în Perioada Interbelică în Buzău care a activat în fotbalul românesc.

## Campionat
Clubul buzoian a evoluat  încă din prima ediție a Diviziei C (1936 - 1937), aflându-se în Liga de Sud, Seria a II-a. La sfârșitul Camionatului Avântul Buzău se afla pe poziția a 4-a (din cele 6 echipe) acumulând 7 puncte în urma a 3 victorii, 1 egal, și 5 înfrâgeri.
În sezonul următor al Diviziei C (1937 - 1938), Avântul Buzău a evoluat în Liga de Sud, Seria I, adunând 11 puncte în urma a 5 victorii, 1 egal și 10 înfrâgeri și s-a situat pe poziția a 6-a (din cele 9 echipe).
După cel de Al Doilea Război Mondial, în ediția de campionat (1946 - 1947), apare sub numele de Avântul ICAR Buzău și a evoluat în Seria a IV-a a Diviziei C. Echipa buzoiană a încheiat seria cu 27 de puncte după 9 victorii, 3 egaluri și 8 înfrâgeri.

## Cupa României
În cea dintâi ediție a  Cupei României (1933-1934) la fotbal, orașul Buzău avea să fie reprezentat de Avântul, care în faza șaisprezecimilor a întâlnit  Chinezul Timișoara, una dintre mai importante echipe ale Campionatului României. 
Meciul s-a disputat în data de 1 aprilie 1934, la Timișoara pe stadionul Banatul. Timișorenii s-au impus cu scorul de 2-0,deși la pauză a fost 0-0 .

## Cupa Provincia 1940
În 1940, echipa Avântul se califică în finala “Cupei Provincia”, după care aceeași echipă primește în 1942 din partea forului național „Diploma de onoare pentru activitate sportivă rodnică”.